# Laktatazidose
Laktatazidose (aus Laktat und Azidose, auch Laktazidose) beschreibt einen Krankheitszustand mit vermehrtem Gehalt von Laktat (Salze oder Ester der Milchsäure) im Blut und im Gewebe. Der pH-Wert in Gewebe und Blut ist in der Regel vermindert (Azidose), kann aber durch eine respiratorische Alkalose (Hyperventilation) normal sein. Es handelt sich um eine Sonderform der metabolischen Azidose.

## Cohen-Woods-Klassifikation
- Typ A: verminderte Sauerstoffversorgung
- Typ B: andere Gründe
  - Typ B1: Grundkrankheit
  - Typ B2: Medikament oder Intoxikation
  - Typ B3: angeborene Stoffwechselerkrankung[2]

Im Jahr 1976 beschrieben Cohen und Woods im Rahmen einer Monografie, dass im menschlichen Körper ein Gleichgewicht zwischen der Produktion von Milchsäure und dem Verbrauch durch oxidative Verbrennung besteht. Steht in den Zellen zu wenig Sauerstoff zur Verfügung, so kommt es zu einem Rückstau nicht verstoffwechselter Milchsäure (Typ A). Dies kann eine allgemeine Störung zum Beispiel bei einem Kreislaufzusammenbruch oder eine lokale Störung zum Beispiel durch einen Gefäßverschluss sein. Auch ohne zellulären Sauerstoffmangel kann eine Laktatazidose entstehen (Typ B), wenn der Stoffwechsel durch bestimmte Chemikalien oder angeborene Stoffwechselerkrankungen gestört ist.

## Ursachen
- Kardiogener Schock, fortgeschrittene Herzinsuffizienz
- Hypovolämischer Schock
- Sepsis[5]
- Polytrauma
- Schwere Hypoxie
- Kohlenmonoxidvergiftung: Zellulärer Sauerstoffversorgung vermindert.
- Schwere Anämie
- Extreme sportliche Belastung: Die Sauerstoffatmung reicht nicht mehr aus, um den Verbrauch in der Muskulatur auszugleichen.[6]
- Status epilepticus: Unregelmäßige Atmung, dauerhafte Muskelaktionen durch Krampf
- Schüttelfrost: Nur vorübergehend leichter Laktatanstieg
- Diabetes mellitus: Meistens in Verbindung mit Ketoazidose
- Tumorerkrankung: Anaerobe Glykolyse im Tumorzentrum[5]
- Lebererkrankungen: Verminderter Laktatabbau durch die Leber
- Phäochromozytom
- Metformin: Selten. Mit sehr hohen Plasma-Metformin-Spiegeln verbunden.
- Nukleosid-Reverse-Transkriptase-Inhibitoren: Einsatz bei Viruserkrankungen wie HIV oder Hepatitis
- Cocain: Meistens in Verbindung mit Krämpfen
- Toxische Alkohole, Methanol, Ethylenglycol, Diethylenglycol
- Propylenglycol
- Salizylate
- Zyanide: Blockierte Zellatmung
- β2-Agonisten: Meistens Überdosierung bei Asthmaanfällen.
- Propofol: Nur bei prolongierter Infusion.
- Thiamin-Mangel[4]

Schock, Sepsis, Polytrauma und deren Kombinationen sind die häufigsten Gründe für eine Laktatazidose.
Eine Laktatazidose kann im Rahmen von Syndromen auftreten, wie bei MLASA.

## Diagnostik
Symptome der Laktatazidose sind unter anderem Tachypnoe (erhöhte Atemfrequenz), Tachykardie (Herzrasen), Bewusstseinstrübung sowie Hepatomegalie (Lebervergrößerung).  Eine gesicherte Diagnose der Laktatazidose kann nur mittels Laboruntersuchungen gestellt werden. Laktatkonzentrationen können im Vollblut oder im Plasma gemessen werden. Auch eine Messung im Liquor ist möglich. Die Blutwerte sind niedriger als die Plasmawerte. Die Blutproben müssen einen Glykolyse-Inhibitor enthalten, weil sonst zusätzliche Milchsäure gebildet wird. Auch längeres Stauen vor dem Blutabnehmen erhöht durch die entstehende Hypoxie den Laktatspiegel. Normale Werte im venösen Blut sind 4,5–20 mg/dl bzw. 0,5–2,2 mmol / l. Für die Diagnose Laktatazidose  ist ein erniedrigter pH-Wert des Blutes nicht zwingend erforderlich. Der pH-Wert wird häufig respiratorisch normalisiert.

## Prognose
Die Laktatazidose ist mit einer schlechten Prognose verbunden. Besonders hoch ist das Sterberisiko von Patienten mit Laktatazidose in Kombination mit einer Sepsis oder einer Kreislaufdepression. Je höher der Grad der Laktatazidose, umso höher ist das Sterberisiko.
In schweren Fällen kann die Laktatazidose bis zum Schock und Versagen der Nierenfunktion führen.